# トラッカー (護衛空母)
|          |                                         |
| 艦歴     |                                         |
| 発注     |                                         |
| 起工     | 1941年11月3日                           |
| 進水     | 1942年3月7日                            |
| 就役     | 1943年1月31日                           |
| 退役     | 1946年11月2日                           |
| 除籍     |                                         |
| その後   | 商船として売却                          |
| 性能諸元 |                                         |
| 排水量   | 14,400トン                              |
| 全長     | 492 ft (150 m)                          |
| 全幅     | 102 ft (31.1 m)                         |
| 吃水     | 26 ft (7.9 m)                           |
| 機関     | 蒸気タービン1軸推進、8,500 shp          |
| 最大速   | 18 ノット                               |
| 航続距離 |                                         |
| 乗員     | 士官、兵員646名                         |
| 兵装     | 4インチ砲2門、40mm機銃8基、20mm機銃20基 |
| 搭載機   | 16-21                                   |

トラッカー (HMS Tracker, D24) は、イギリス海軍の護衛空母。アタッカー級航空母艦の1隻。

## 艦歴
トラッカーはワシントン州タコマのシアトル・タコマ造船所で、モーマックメール (Mormacmail) の艦名で1941年11月3日起工する。完成前にアメリカ海軍によって購入され、BAVG-6 の艦種番号を与えられる。オレゴン州ポートランドのウィラメット鉄工所で護衛空母に改装、1943年にレンドリース法に基づきイギリス海軍に移管され、トラッカーと命名された。
トラッカーは1943年から44年にかけて北大西洋及び北極海で船団護衛に従事する。ソードフィッシュとシーファイアを装備した第813航空団を搭載していたが、1944年1月にアヴェンジャーとワイルドキャットを装備した第846航空団に転換する。1944年4月にトラッカーの艦載機部隊はアクティヴィティ (HMS Activity, D94) の部隊と共に U-288 を撃沈した。
1944年6月のノルマンディー上陸作戦では上空護衛を担当したが、カナダ軍のフリゲートテム (HMCS Teme) と衝突し、両艦とも損傷を負った。1944年11月にアメリカに向かい航空機の輸送を行い、同年の残りは太平洋で航空機と兵員の輸送に従事した。
1945年8月にイギリスへの最後の航海を行い、11月にアメリカ海軍に返還された。1946年11月に民間に売却され、Corrientes の艦名でアルゼンチンで活動した。その後1964年にスクラップとして廃棄された。